# Копилля
Копи́лля — село в Україні, у Колківській селищній громаді Луцького району Волинської області. Населення — 878 осіб.

## Географія
Село розташоване на лівому березі річки Стир.

## Історія
У 1906 році село Колківської волості Луцького повіту Волинської губернії. Відстань від повітового міста складала 54 верст, від волості — 6 верств. Налічувалось 139 домогосподарств та 850 мешканців.
З 1940 року село перебувало у складі Маневицького району.
12 червня 2020 року, відповідно до розпорядження Кабінету Міністрів України від № 708-р «Про визначення адміністративних центрів та затвердження територій територіальних громад Волинської області», село увійшло до складу Колківської селищної громади Маневицького району.
19 липня 2020 року, в результаті адміністративно-територіальної реформи та ліквідації Маневицького району, село увійшло до складу новоутвореного Луцького району.

## Населення
За переписом УРСР 1989 року чисельність наявного населення села становила 922 особи, з яких 457 чоловіків та 465 жінок.
За переписом населення України 2001 року в селі мешкали 874 особи 100 % населення вказало своєю рідною мовою українську мову.

## Постать
- Засєкін Вадим Олександрович (1990—2014) — солдат Збройних сил України, учасник російсько-української війни.